# Nicola Colaianni
Nicola Colaianni (Bari, 11 aprile 1946) è un magistrato, giurista e politico italiano.

## Biografia
Magistrato della Suprema Corte di Cassazione e della Commissione tributaria centrale, è stato deputato per il PDS nella XI legislatura dove è stato membro della Commissione permanente Giustizia e della Commissione bicamerale sul terrorismo e le stragi, di cui ha redatto la relazione finale.
È stato professore ordinario di Diritto ecclesiastico, italiano e comparato, all'Università di Bari, dove ha insegnato anche Diritto costituzionale della pace e Ordinamento giudiziario.
Ha fatto parte del gruppo scientifico dei “Comitati per la Costituzione”, fondati da Giuseppe Dossetti, del quale ha curato e introdotto la raccolta di scritti Costituzione e resistenza (Roma, Sapere 2000, 1994).
È stato componente di varie commissioni miste per i rapporti tra Stato e confessioni religiose diverse dalla cattolica (Chiesa valdese, Comunità ebraiche, Unione buddhista).
Avvocato coordinatore della Regione Puglia dal 2008 al 2012, nel settembre 2013 il suo nome è stato proposto dal Movimento 5 Stelle e sostenuto dal Partito Democratico come membro laico del CSM.
È componente del comitato di direzione delle riviste Il diritto ecclesiastico e Stato, Chiese e pluralismo confessionale e collabora con La Repubblica-Bari in qualità di editorialista.